# Legitymacja szkolna
Legitymacja szkolna – legitymacja poświadczająca fakt uczęszczania ucznia do szkoły oraz jego uprawnienia do korzystania ze zniżek ustawowych przy przejazdach środkami publicznego transportu kolejowego i autobusowego; dla ucznia w wieku szkolnym, nieposiadającego dowodu osobistego ani paszportu legitymacja szkolna jest także poświadczeniem jego tożsamości. Legitymacja miała formę kartonika o wymiarach 72×103 mm; w lewym górnym rogu legitymacji jest miejsce do wklejenia fotografii (formatu 30×42 mm) jej posiadacza. Oprócz imienia, nazwiska, daty urodzenia i miejsca zamieszkania ucznia w legitymacji znajduje się numer legitymacji, pieczęć podłużna szkoły i podpisy (osoby wystawiającej i posiadacza), a na odwrocie miejsce na wpisy i pieczęcie, określające termin ważności legitymacji.
Zgodnie z nieobowiązującym już rozporządzeniem MEN opublikowanym w Dz.U. z 2010 r. nr 97, poz. 624, wydawanie i ewidencja wydanych legitymacji było obowiązkiem szkoły, do której uczęszcza uczeń. Nowe wzory legitymacji, opublikowane w tym rozporządzeniu obowiązywały od 1 stycznia 2007 i różniły się od poprzednio obowiązujących tym, że na rewersie legitymacji znajdował się napis „Poświadcza uprawnienie do ulg ustawowych przy przejazdach środkami publicznego transportu zbiorowego”. Oprócz tego rozporządzenie z 2002 roku wprowadziło rozróżnienie legitymacji dla uczniów zdrowych oraz dla uczniów niepełnosprawnych: odpowiednio wzór MENiS-II/180/2 w kolorze różowym i MENiS-II/182/2 w kolorze żółtym. Starsze wzory legitymacji (z lat 50.-80. XX wieku) były zasadniczo identyczne z obecnie obowiązującymi z tą różnicą, że inne były zasady udzielania zniżek w środkach komunikacji i inny był w związku z tym tekst wydrukowanej na rewersie informacji; nie było rozróżnienia pomiędzy uczniami niepełnosprawnymi i zdrowymi – blankiety legitymacji były dla wszystkich uczniów różowe.
Na podstawie rozporządzenia MEN opublikowanego w Dz.U. z 2015 r. poz. 23, został zmieniony wzór legitymacji szkolnych poprzez zamieszczenie miejsca na wpisanie numeru PESEL. Legitymacje dotychczasowego wzoru mogą być nadal wydawane, jednakże zgodnie z § 2 ust. 2 wspomnianego wyżej rozporządzenia, legitymacje dotychczasowych wzorów mogą być wydawane do roku szkolnego 2015/2016 włącznie.
Jednocześnie na odwrocie legitymacji dotychczasowego wzoru osoby upoważnione przez dyrektora danej szkoły są zobowiązane dokonać adnotacji zawierającej numer PESEL i potwierdzić ten wpis małą pieczęcią urzędową. Powyższe rozporządzenie zmienia również wzór legitymacji szkolnej dla uczniów niepełnosprawnych. Ponownie zostały one ujednolicone kolorystycznie z legitymacjami uczniów zdrowych. Wyróżniają się jedynie innym symbolem MEN na rewersie – MEN-I/50a/2 dla uczniów zdrowych oraz MEN-I/50a-N/2 dla uczniów niepełnosprawnych. 
Od 17 czerwca 2023 r. obowiązuje Rozporządzenie Ministra Edukacji Narodowej z dnia 7 czerwca 2023 r. w sprawie świadectw, dyplomów państwowych i innych druków (Dz.U. z 2023 r. poz. 1120), które wprowadziło nowe wzory legitymacji szkolnych. Legitymacje mają być wydawane wyłącznie w formie plastikowej eLegitymacji lub elektronicznej mLegitymacji. Od tego momentu szkoły zaprzestały wydawania papierowych legitymacji, jednak zgodnie z przepisami przejściowymi, legitymacje według starego wzoru (papierowe) pozostają ważne i będą mogły być używane, a ważność przedłużana, do ukończenia przez ucznia danej szkoły. 

## Elektroniczne legitymacje szkolne[4]
Możliwość wydawania uczniom elektronicznych legitymacji szkolnych zakłada rozporządzenie w sprawie świadectw, dyplomów państwowych i innych druków szkolnych wydane w 2018 r.
Nowe rozwiązania wychodzą naprzeciw oczekiwaniom zarówno uczniów, jak i ich rodziców, którzy wielokrotnie wnioskowali o wprowadzenie legitymacji w postaci elektronicznej. Elektroniczne legitymacje mogą być używane przez uczniów od 1 września 2018 roku.

## GIODO a PESEL ucznia na legitymacji
2 marca 2015 roku Generalny Inspektor Ochrony Danych Osobowych (GIODO) wystąpił do Ministerstwa Edukacji Narodowej z prośbą o rozważenie możliwości wprowadzenia zmian w ustawie dotyczących danych umieszczanych na legitymacji szkolnej, sugerując, że ujawnianie numeru PESEL ucznia w legitymacji szkolnej jest zbędne.